# نيكولاي اربوف
نيكولاي اربوف (بالبلغارية: Николай Арабов)‏ (من مواليد 14 نوفمبر 1953): لاعب كرة قدم بلغاري سابق. كان يلعب بخطوط الدفاع وكان ضمن تشكيلة المنتخب البلغاري في كأس العالم لكرة القدم 1986.